# Periquito nocturn
El periquiro nocturn (Pezoporus occidentalis) és una espècie d'ocell de la família dels psitàcids que habita zones àrides amb roques, sorra i matolls espinosos d'Austràlia, sobrevivint a zones interiors d'Austràlia Occidental i nord-oest de Queensland.